# 1839年9月7日日食
1839年9月7日日食为一次在协调世界时1839年9月7日（东半球为9月8日）出現的日環食。該次日食食分為0.9661，食甚維持3分34秒。

## 概述
這次日食的食分是0.9661，維持3分34秒。

## 基本參數
- 類型：
- 食甚資料：
  - 日期：1839年9月7日
  - 時間：22時23分26秒
  - 地點：13N 153W
  - 食分：0.9661
  - 持續時間：3分34秒

## 外部連結
- NASA日食專頁（页面存档备份，存于）（英文）